# Kate Voegele
Kate Elizabeth Voegele, född 8 december 1986 i Bay Village, Ohio, USA, är en amerikansk sångerska och låtskrivare.
Hennes debutalbum Don't Look Away släpptes den 22 maj 2007 av skivbolaget Myspace Records. Kate Voegele var bland de första att signera ett kontrakt med bolaget. Den 18 maj 2009 släpptes hennes andra album, A Fine Mess. Hennes tredje album Gravity Happens släpptes 17 maj 2011 i USA.
Voegele är även skådespelerska, då hon gästar succeserien One Tree Hill i rollen som Mia Catalano.

## Diskografi

### Studioalbum
| År   | Album                                                                 | Listposition  | Listposition | Listposition       | Listposition             | Listposition                       | Listposition           | Listposition           |
| År   | Album                                                                 | Billboard 200 | US Indie     | Top Digital Albums | Top Comprehensive Albums | Top Modern Rock/Alternative Albums | Top Modern Rock Albums | Top Pop Catalog Albums |
| ---- | --------------------------------------------------------------------- | ------------- | ------------ | ------------------ | ------------------------ | ---------------------------------- | ---------------------- | ---------------------- |
| 2007 | Don't Look Away Släppt : 22 maj 2007 Skivbolag : Myspace , Interscope | 27            | 7            | 5                  | 28                       | 6                                  | 5                      | 37                     |
| 2009 | A Fine Mess Släppt : 18 maj 2009 Skivbolag : Myspace , Interscope     | -             | -            | -                  | -                        | -                                  | -                      | -                      |
| 2011 | Gravity Happens Släppt : 17 maj 2011 Skivbolag :                      | -             | -            | -                  | -                        | -                                  | -                      | -                      |

### EP

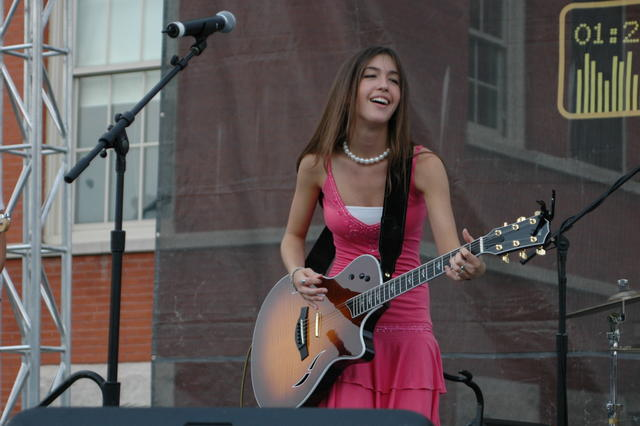
Kate Voegele 2005.

- 2003: The Other Side
- 2005: Louder Than Words
- 2014: Wild Card

### Soundtracks
- 2007: Kyle XY Original Soundtrack
- 2008: DisneyMania 6
- 2008: AT&T TEAM USA Soundtrack

### Singlar
| År   | Singel                           | Listposition | Listposition | Listposition | Listposition | Listposition | Listposition     | Listposition     | Album                            |
| År   | Singel                           | US Hot 100   | US Pop 100   | US Digital   | US Adult T40 | UK           | Canadian Hot 100 | Canadian Digital | Album                            |
| ---- | -------------------------------- | ------------ | ------------ | ------------ | ------------ | ------------ | ---------------- | ---------------- | -------------------------------- |
| 2007 | "Kindly Unspoken"                | 98           | 66           | 57           | -            | -            | -                | -                | Don't Look Away                  |
| 2007 | "No Good"                        | 122          | -            | 118          | -            | -            | -                | -                | Don't Look Away                  |
| 2008 | "Wish You Were"                  | 113          | 88           | -            | -            | -            | -                | -                | Don't Look Away                  |
| 2008 | "Only Fooling Myself"            | -            | -            | -            | 37           | -            | -                | -                | Don't Look Away                  |
| 2008 | "Hallelujah" (UK Singel)         | 68           | 43           | 28           | -            | 53           | -                | -                | Don't Look Away                  |
| 2008 | "When You Wish upon a Star"      | -            | -            | -            | -            | -            | -                | -                | DisneyMania 6                    |
| 2008 | "Lift Me Up"                     | 116          | -            | 84           | -            | -            | -                | -                | AT&T Team USA                    |
| 2008 | "You Can't Break a Broken Heart" | -            | -            | -            | -            | -            | -                | -                | Don't Look Away (Deluxe version) |
| 2009 | "Manhattan From The Sky"         | 112          | -            | 95           | -            | -            | -                | -                | A Fine Mess                      |
| 2009 | "99 Times"                       | 108          | -            | 93           | -            | -            | 58               | 27               | A Fine Mess                      |
| 2009 | "Angel"                          | 103          | -            | 72           | -            | -            | 47               | 21               | A Fine Mess                      |
| 2009 | "Lift Me Up (Ny version)"        | 110          | -            | 87           | -            | -            | 29               | 10               | A Fine Mess                      |
| 2009 | "Sweet Silver Lining"            | -            | -            | -            | -            | -            | -                | -                | A Fine Mess                      |
| 2011 | "Heart In Chains"                | -            | -            | -            | -            | -            | -                | -                | Gravity Happens                  |

Fet text är officiella singlar